# علي كامل (مصارع)
علي كامل هو مصارع مصري سابق. شارك في منافسة المصارعة الرومانية بوزن الريشة في أولمبياد صيف 1928.

## روابط خارجية
- علي كامل على موقع أوليمبيديا (الإنجليزية)